# Hapkido

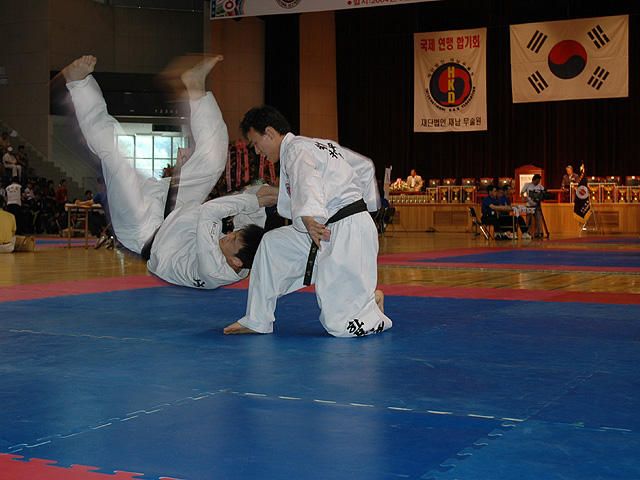
Una fase di combattimento

L'Hapkido (o Hap Ki Do, 합기도 in hangŭl, 合氣道 in hanja) è un'arte marziale coreana. In lingua coreana, Hap significa "coordinazione" o "unione"; Ki descrive l'energia interna, lo spirito, la resistenza, o la forza; e Do significa "arte" o "via".
L’Hapkido - considerato come la prima arte marziale mista moderna - viene tradotto letteralmente come "l’arte dell’energia armoniosa" o "la via della coordinazione dell’energia"; il nome, così come l'arte marziale, è affine e derivante dal Daitō-Ryū Aikijujūtsu giapponese fondato dal Gran Maestro Sogaku Takeda (1868-1943). Condivide i principi di armonia tra il ruolo di Tori (colui che porta a termine con successo una tecnica, spesso difensiva) e il ruolo di Uke (colui che subisce la tecnica). L'Hapkido focalizza la sua principale attenzione al centro del corpo dei due avversari che, fondendosi, formano un centro "sociale" di cui Tori fa tesoro, appropriandosene e neutralizzando l'aggressore con l'impiego della sua stessa forza.
La nascita dell’Hapkido risale intorno al 1940, ad opera del Gran Maestro Dojunim Choi Yong Sul, che lo sviluppò dopo anni di studio in Giappone, attraverso l’insegnamento di Sogaku Takeda (1868-1943), Maestro di Daito-Ryu Aiki-Jujitsu. Tornato in Corea, Choi Yong Sul mise a punto un sistema di allenamento più completo che dava spazio anche alle tecniche di percussione, influenzando l’evoluzione dell'arte. L'arte originaria assunse diversi nomi: Yu-Sul, Hapki-Yu-Sul, Hapki-Yu-Kwon ed infine venne identificata nell’attuale Hapkido.
L'Hapkido impiega leve, punti di pressione, proiezioni, calci e altri colpi principalmente per la difesa personale. I praticanti di Hapkido imparano a usare e controllare il loro peyang e quello di colui che attacca. Questo perché l'Hapkido enfatizza i movimenti circolari, i movimenti senza opporre resistenza e il controllo dell'avversario.
Benché l'Hapkido contenga sia tecniche di evasione che tecniche di entrata, la fine di molte situazioni consiste nell'avvicinarsi all'avversario per effettuare colpi a breve distanza, leve o proiezioni. Il praticante di Hapkido cerca quindi di avvantaggiarsi attraverso tecniche, cercando di evitare l'uso di forza contro forza.
L'Hapkido è composto da una ampia gamma di tecniche: colpi con la mano di taglio e di punta, gomitate, pre-leve denominate svincoli, leve articolari, proiezioni e sbilanciamenti, calci bassi, medi e alti e ginocchiate, cadute e capriole, tutte studiate per diventare gesti istintivi e persistenti, in modo tale da essere veramente efficaci nel caso di un reale attacco.
L’Hapkido studia inoltre forme codificate “Hyung Sae”, create dal Gran Maestro Myung Kwang-sik stile Yon Moo Kwan per meglio canalizzare l'energia e migliorare le performance del corpo. Vengono eseguiti molti esercizi di meditazione e di respirazione per migliorare la concentrazione e l’equilibrio in pieno contatto con la natura. Lo studio di un’arte marziale tradizionale completa come l’Hapkido deve essere paragonato allo studio approfondito di una disciplina in ambito universitario.
Nella pratica dell’Hapkido vengono anche studiate armi tradizionali coreane, per la difesa o per l’attacco, quali Tan Bong bastone corto con o senza corda, Joong Bong bastone medio, Cian Bong bastone lungo, Kane o Cane o Tan Giang bastone da passeggio, Tan Gom coltello, Gum spada, Pho Bhak corda o cintura, e molti altri oggetti di uso comune tenuti in mano o lanciati. Tutte queste armi sono utili e necessarie per migliorare la propria azione difensiva.